# 애비 리 커쇼
애비 리 커쇼(영어: Abbey Lee Kershaw, 1987년 6월 12일 - )는 오스트레일리아의 모델, 배우, 음악가이다.

## 출연 작품

### 영화
- 매드 맥스: 분노의 도로 (2015) - 대그 역
- 갓 오브 이집트 (2016) - 아나트 역
- 네온 데몬 (2016) - 사라 역
- 다크타워: 희망의 탑 (2017) - 티라나 역
- 룩스 에테르나 (2019) - 애비 역
- 올드 (2021) - 크리스털 역

### 텔레비전
- 러브크래프트 컨트리 (2020) - 크리스티나 브레이트화이트 역